# Ариадне (бронепалубен крайцер, 1900)
Ариадне (на немски: SMS Ariadne) е немски бронепалубен крайцер от времето на Първата световна война, петият поред кораб от серията крайцери на типа „Газеле“, построени за Имперския германски флот. В 1899 г. е заложен на стапелите на корабостроителницата „AG Weser“ в Бремен, спуснат на вода през август 1900 г., а през май 1901 г. влиза в състава на Хохзеефлоте (Флота на откритото море). Въоръжен е с батарея от десет 105 mm оръдия и два 450 mm торпедни апарата. Развива скорост от 21,5 възела (39,8 km/h). През мирните години носи разузнавателна служба в Хохзеефлоте. След началото на Първата световна война участва в патрулирането на Хелголандския залив. На 28 август британския кралски флот атакува линията на патрулите. В последващия бой „Ариадне“ е атакуван от два линейни крайцера и потъва. Около 200 члена на екипажа загиват, само 59 души са спасени в морето.

## Описание
„Ариадне“ е заложен по договор „D“, корпусът е заложен в „AG Weser“ в Бремен 1898 г. Спуснат на вода на 10 август 1900 г., след което започват довършителните работи. На 18 май 1901 влиза в състава на флота на откритото море. Корабът е 105,1 m дълъг, 12,2 m широк, с газене от 4,11 m, водоизместимост 3006 t при пълно бойно натоварване. Двигателната установка се състои от две „Компаунд“ трицилиндрови парни машини производство на AG-Germania. Тя развива мощност от 8 хиляди к.с. (6 kW). Корабът развива скорост от 21,5 възела (39,8 km/h). Парата за машините се образува в десет водотръбни котли „военноморски“ тип. Крайцерът може да носи 560 тона въглища, което осигурява далечина на плаване 3560 морски мили (6610 km) на скорост в 10 възела (19 km/h). Екипажът се състои от 14 офицера и 243 матроса.
Въоръжението на крайцера са десет 105 mm скорострелни оръдия система SK L/40 на единични лафети. Две оръдия са в редица на носа, шест по бордовете, по три на всеки борд и две в редица на кърмата. Общият боекомплект е 1000 изстрела, по 100 на оръдие. Оръдията са с прицелна далечина на стрелбата 12 200 m. Също така корабът е въоръжен с два 450 mm подводни торпедни апарати с общ запас от пет торпеда.. Корабът е защитен от бронирана палуба дебела от 20 до 25 mm. Дебелината на стените на рубката е 80 mm, оръдията са защитени с тънки щитове с 50 mm дебелина.

## История на службата
След влизането в строй „Ариадне“ е приписана към разузнавателните сили на Хохзеефлоте. 1905 г. „Ариадне“, близнаците му – крайцерите „Медуза“ и „Амазоне“, както и броненосният крайцер „Принц Хайнрих“ получават назначение в дивизията на крайцерите. Цялата си служба в мирното време той прекарва в германски води. След началото на войната, през август 1914 г., „Ариадне“ е отзована от състава на флота и преминава на патрулна служба в Хелголандския залив.
На 23 август няколко командира предлагат на британското командване план за нападение на линията на патрулите с участието в атаката на леки крайцери и миноносци от харвичката ескадра (Harwich Force) под командването на Реджиналд Тирит. Поддръжка на корабите на ескадрата трябва да оказват подводници и линейните крайцери на вицеадмирал Дейвид Бийти и свързани с тях леки кораби. Планът е одобрен, атаката е насрочена за 28 август. Британските сили напускат базите си на 26 август, първи излизат подводниците. На следващото утро в морето излиза по-голямата част от надводните кораби. 7-а ескадра крайцери, със заповед да поддържат харвичската ескадра излиза по-късно през деня.
Сутринта на 28 август за „Ариадне“ идва смяна, той напуска патрулната линия и пуска котва в устието на река Везер, като подкрепление на патрулните крайцери и миноносци. Получавайки известие за атаката на британците „Ариадне“ и другите крайцери вдигат пара и се устремяват на помощ на немските патрули. В 13.40 „Ариадне“ среща крайцера „Щетин“ но след по-малко от 20 минути пристигат линейните крайцери на адмирал Бийти, преследващи крайцера „Кьолн“ и откриват огън по „Ариадне“. „Ариадне“ завива надясно и бяга. След няколко попадения от британците, един от снарядите уцелва предното котелно отделение. Във въглищния бункер започва пожар и пет от котлите излизат от строя, скоростта на крайцера пада до 15 възела (28 km/h). Двата линейни крайцера се приближават и продължават обстрела от разстояние 3 km (най-добрата дистанция за стрелба с право мерене за оръдията от техния калибър). „Ариадне“ води ответен огън, но без успех.
Пожар обхваща носа и кърмата на кораба. Екипажът на крайцера наводнява предния снаряден погреб, за да не се детонират боеприпасите. В 14.15 британците спират огъня и позволяват на „Ариадне“ да се оттегли. Оцелелите моряци се събират на бака и се готвят да напуснат кораба. Скоро (до 15.00) пристига крайцерът „Данциг“ и започва да приема на борда оцелелите, след време към спасителните работи се присъединява крайцера „Щралзунд“. В 16.25 „Ариадне“ се преобръща, макар още известно време да е над водата. Спасени са девет офицера (в т. ч. и капитана). Действията на спасителите са усложнени от взривове на боеприпаси на палубата на „Ариадне“, което не позволява на лодките да се приближат до крайцера.

## Коментари
1. ↑  Префиксът „SMS“ е от на немски: Seiner Majestat Schiff (Кораб на Негово Величество).
2. ↑  Германските кораби при началото на тяхното строителство получават временни имена. За новите кораби се избират букви. Тези кораби, които трябва да заменят стари или загубени кораби получават приставката „Ерзац“ пред името на заменяемия кораб.
3. ↑  Съгласно номенклатурата на артилерията на флота на Германската империя „SK“ (Schnelladekanone) означава „скорострелно оръдие“, а L/40 означава сравнителната дължина на оръдието в калибри. В дадения случай L/40 означава, че дължината на оръдието съставлява 40 негови калибра (105 × 40).